# Bastilla amygdalis
Bastilla amygdalis là một loài bướm đêm thuộc họ Erebidae. Nó được tìm thấy ở Indian subregion, Đài Loan, Thái Lan, Sumatra và Borneo.
Ấu trùng ăn các loài Phyllanthus